# Ranunculus villarsii
Ranunculus villarsii je druh rostliny z čeledi pryskyřníkovité (Ranunculaceae), z příbuzenstva pryskyřníku horského (Ranunculus montanus agg.).

## Popis
Jedná se o vytrvalou rostlinu dorůstající nejčastěji výšky 12–20 cm s krátkým lysým oddenkem. Lodyha je přímá. Listy jsou střídavé, přízemní jsou dlouze řapíkaté, lodyžní jsou víceméně přisedlé. Čepele přízemních listů jsou zpravidla na obrysu okrouhlá, matná, nejčastěji trojdílná (členěná do 2/3 až 5/6) s bočními úkrojky členěnými asi do poloviny. Lodyžní listy jsou troj až pětidílné, celkem hustě chlupaté, v létě a na podzim v průměru s 8–20 chlupy na mm². Úkrojek lodyžního listu je nejširší v dolní třetině, čárkovitý až vejčitě kopinatý. Květy jsou žluté. Kališních lístků je 5, vně chlupaté. Korunní lístky jsou žluté. Kvete v květnu až v srpnu. Plodem je nažka, na vrcholu zakončená krátkým zobánkem (cca 1/3 až 1/6 délky nažky). Nažky jsou uspořádány do souplodí. Počet chromozomů je 2n=16.

## Rozšíření
Ranunculus villarsii roste především v západních až centrálních Alpách. Většinou se vyhýbá vápnitým substrátům a vyskytuje se v montánním až alpínském stupni. V České republice neroste. Na Slovensku v Karpatech rostou příbuzné druhy.